# Tatarivka, Bobrovîțea
Tatarivka (în ucraineană Татарівка) este un sat în comuna Svîdoveț din raionul Bobrovîțea, regiunea Cernihiv, Ucraina.

## Demografie
Componența lingvistică a localității Tatarivka
     Ucraineană (100%)
Conform recensământului din 2001, toată populația localității Tatarivka era vorbitoare de ucraineană (100%).